# Ri Yong-ho (militar)
El vicemariscal Ri Yong-ho (en hangul: 리영호; 5 de octubre de 1942 – muerto presuntamente en 2012) fue un militar norcoreano que fue jefe del Estado Mayor General del Ejército Popular de Corea (EPC) de 2009 a 2012, así como miembro del Presidium Central del Partido del Trabajo de Corea (PTC) de septiembre de 2010 a julio de 2012.

## Vida inicial y educación
Nacido en el condado  Tongchon, Provincia de Kangwon, el 5 de octubre de 1942, Ri Yong-ho ingresó en el Ejército Popular de Corea en agosto de 1959. Se graduó en la Universidad Militar Kim Il-sung.

## Carrera
Después de graduarse, Ri Yong-ho trabajó como jefe del estado mayor de una división, director del departamento de operaciones de un cuerpo del ejército, jefe de un centro de entrenamiento, vicedirector del departamento de operaciones del Estado Mayor General del ejército. Fue promovido a teniente general en 2002, y sirvió como comandante del Comando de Defensa de Pionyang de 2003-2009. Así ascendió como resultado de su nombramiento como jefe de la unidad militar que protege la ciudad capital y la familia Kim.
Fue nombrado jefe del Estado Mayor General del EPC en febrero de 2009. Fue elegido como miembro del Presidium del Politburó del Comité Central del PTC, así como vicepresidente de la Comisión Central Militar en la Conferencia del Partido el 28 de septiembre de 2010. Fue promovido a vicemariscal inmediatamente antes de la Conferencia. Posteriormente él aparecía junto con el líder Kim Jong-il en varias ocasiones y dio el discurso principal durante el desfile militar en octubre del mismo año celebrando el 65 aniversario del PTC. En diciembre de 2011, él y el líder Kim Jong-un encabezaron el cortejo fúnebre que recorrió las calles de Pionyang tras la muerte de Kim Jong-il. Ri encabezó un desfile el 25 de abril de 2012, en el 80 aniversario de la fundación del ejército.

## Dimisión y posible muerte
El 16 de julio de 2012 los medios estatales norcoreanos informaron que Ri Yong-ho fue relevado de todos los deberes de su partido, debido a una enfermedad no especificada. Un vocero del Ministerio de Unificación de Corea del Sur dijo que el movimiento fue "muy inusual". A la reunión en la que se anunció su remoción asistieron los miembros y candidatos a miembros del Presidium y del Politburó. 
Ri fue reemplazado por Hyon Yong-chol como jefe del Estado Mayor General. El 20 de julio del mismo año informes no confirmados de Corea del Norte que Ri había muerto o fue herido en un tiroteo con las tropas del Politburó. En noviembre de 2012 los medios surcoreanos informaron que Ri había sido puesto bajo arresto domiciliario. Un informe de 2015 dice que Ri Yong-ho fue ejecutado en 2012. Algunos reportes sugieren que hubo una lucha de poder entre el liderazgo político y las fuerzas armadas, con el liderazgo político en el ascenso.